# Амаре Стодемајер
Амаре Стодемајер (енгл. Amar'e Stoudemire; Лејк Вејлс, САД, 16. новембар 1982) је бивши амерички кошаркаш. Играо је на позицијама крилног центра и центра. У 1. кругу НБА драфта 2002. изабрали су га Финикс санси. Шест пута је наступао на НБА ол-стар викенду, а 2003. изабран је за рукија године.

## Детињство и младост
Рођен је у Лејк Вејлс на Флориди. Када је имао дванаест година изгубио је оца, а мајка је у то време била у затвору. Због тога је похађао чак шест различитих средњих школа. После средње школе уписао се на универзитет у Мемфису, али тамо никада није заиграо будући да се пријавио на НБА драфт како би што пре почео зарађивати и помоћи породици.

## НБА каријера

### Финикс санси
На НБА драфту 2002. одабрали су га Финикс санси као деветог "пика". У првој НБА сезони просечно је постизао 13,5 поена и имао 8,8 скокова по утакмици. Дана 30. децембра 2002, у утакмици са Минесота тимбервулвсима, Стодемајер је постигао 38 поена и поставио рекорд по броју постигнутих поена у руки сезони. Тај рекорд је годину дана касније срушио Леброн Џејмс са 41 поеном. На крају сезоне Стодемајер је освојио награду за рукија године, поставши тиме први добитник тог признања који је у НБА лигу дошао директно из средње школе. У сезони 2003/04. просечно је постизао 20,6 поена и имао 9 скокова по утакмици. Санси су сезону завршили са скором 29-53, а звезда клуба, Стефон Марбери, отишао је у Њујорк никсе. У сезони 2004/05. Стодемајер је просечно постизао 26 поена и имао 8,9 скокова, а наступио је и на НБА ол-стар мечу. Екипа, у којој је играо и Стив Неш, на крају сезоне је заузела прво место на Западу са скором 62-20. Санси су се, победама над Мемфисом и Даласом, пласирали у финала Запада где у пет утакмица поражени од Сан Антонио спарса. Током те серије, Стодемајер је просечно постизао 37 поена по утакмици. Стодемајер је рекорд каријере по броју постигнутих кошева (50) постигао 2. јануара 2005. на утакмици са Портланд трејлблејзерсима.

#### Проблеми са коленом
Током предсезоне 2005/06. 18. октобра 2005, код Стодемајера је откривено оштећење хрскавице колена па се морао подвргнути захтевној операцији. Предвиђања Санса су била да ће се вратити средином фебруара, али се рехабилитација одужила. Дана 27. марта 2006. у утакмици са Њу Џерзи нетсима, Стодемајер се вратио у редове Санса, али током утакмице није уписао ниједан поен. Повреда се погоршала па је Стодемајер одлучио пропустити остатак сезоне због што бољег опоравка.

#### Сезона 2006/07.
Пре сезоне 2006/07. Стодемајер је тадашњи број на дресу 32 заменио бројем 1. Дана 18. фебруара 2007. Стодемајер је остварио још један наступ на Ол-стар утакмици и са 29 поена и 9 скокова завршио други, иза Кобија Брајанта, у поретку за МВП-ја ол-стар утакмице. Током плејофа 2007. Стодемајер је оптужио Бруса Боуена и Мануа Ђинобилија да су "прљави" играчи. У четвртој утакмици серије, дошло је до инцидента између Стива Неша и Роберта Орија где је Стодемајер напустио клупу и ушао у расправу. Због напуштања клупе, Стодемајер је суспендован на једну утакмицу неиграња. Иако је серија била изједначена, Спарси су ипак били јачи па су однели победу у шест утакмица.

#### Сезона 2007/08.
У сезони 2007/08. Стодемајер је просечно постизао 25,8 поена и 9,1 скокова. Иако су у фебруару исте године, Санси потписали Шакила О'Нила, нису успели проћи први круг плејофа. Санси су пропустили велико вођство у првој утакмици серије па су на крају изгубили у пет утакмица од старих ривала Спарса. Током те серије Стодемајер је просечно постизао 23 поена, а по завршетку плејофа тренер Санса, Мајк Д'Антони, одлучио је да напусти екипу и отишао у Њујорк никсе.

#### Сезона 2008/09.
Доласком новог тренера, Терија Портера, игра Санса се променила. Играла се више одбрамбена тактика, што је утицало на Стодемајера, чији је просек пао за отприлике четири поена наспрам прошле сезоне. Неколико дана пре Ол-стар утакмице, Санси су изгубили пету узастопну утакмицу па су имали скор 28-23. Стодемајер је био стартер на Ол-стар утакмици 2009. победничке Западне конференције и тиме је остварио свој четврти Ол-стар наступ. Након Ол-стара, почела су нагађања о Стодемајеровој могућој замени у неки други клуб, али та су нагађања убрзо прекинута након Портеровог отказа. Место главног тренера преузео је Алвин Џентри који је у редове Санса вратио стару „run&gun“ игру. Дана 19. фебруара 2009. током утакмице са Лос Анђелес клиперсима, Стодемајер је претрпео тешку повреду ока. Управо због те повреде, Стодемајер је пропустио остатак сезоне па у новој сезони, због опреза, мора носити заштитне наочаре.

### Њујорк Никси
Почетком јула 2010. Стодемајер је, као слободан играч, потписао петогодишњи уговор вредан 99,7 милиона долара са екипом Њујорк никса.

### Далас маверикси
Дана 18. фебруара 2015. године, Стодемајер је потписао уговор са Далас мавериксима. Четири дана касније, дебитовао је за Далас против Шарлот хорнетса и забележио 14 поена за само 11 минута. Стодемајер је одиграо 23 утакмица за Далас уз просек од 10,8 поена и 3,7 скокова по утакмици.

### Мајами хит
Дана 10. јула 2015. године, Стодемајер је потписао уговор са Мајами хитом. Играо је у само једној од првих 10 утакмице Хита у сезони 2015/16, углавном због проблема са коленима. Дана 31. јануара 2016. имао је најбољи учинак сезоне - 13 поена и 12 скокова против Атланта хокса, заигравши као стартер уместо повређеног Хасан Вајтсајда. Два дана касније, поставио је нови рекорд сезоне са 14 поена у поразу од Хјустон рокетса.
Дана 26. јула 2016, Стодемајер је потписао уговор са Њујорк никсима како би каријеру завршио као играч Никса, а касније тог дана је објавио да се повлачи из НБА након 14 сезона у лиги.

### Хапоел Јерусалим
Иако је објавио да завршава НБА каријеру, то није значило да Стодемајер завршава и играчку каријеру. Наиме он је 1. августа 2016. потписао двогодишњи уговор са Хапоелом из Јерусалима, тимом чији је и један од сувласника.

## Репрезентација
Током лета 2004. године, Стодемајер је наступио на Олимпијским играма у Атини, али без већег успеха, будући да је репрезентација САД освојила тек бронзану медаљу. 2006. године, Стодемајер је наступио на предтакмичењу за Светско првенство у Јапану, али није наступио и на самом првенству због непотпуног опоравка од повреде. Такође је наступао и у квалификацијама за Олимпијске игре у Пекингу 2008. године, али је ипак отказао наступ на Олимпијском турниру.

## Успеси

### Клупски
- Хапоел Јерусалим:
  - Првенство Израела (1): 2016/17.
  - Куп Израела (1): 2019.
  - Лига куп Израела (1): 2016.
- Макаби Тел Авив:
  - Првенство Израела (1): 2019/20.

### Појединачни
- НБА Ол-стар утакмица (6): 2005, 2007, 2008, 2009, 2010, 2011.
- Идеални тим НБА — прва постава (1): 2006/07.
- Идеални тим НБА — друга постава (4): 2004/05, 2007/08, 2009/10, 2010/11.
- НБА новајлија године: 2002/03.
- Идеални тим новајлија НБА — прва постава: 2002/03.
- Идеални тим Еврокупа — друга постава (1): 2016/17.

### Репрезентативни
- Светско првенство:  2006.